# Bitwa pod Krasnem (1651)
Bitwa pod Krasnem – bitwa stoczona między wojskami polskimi pod dowództwem hetmana polnego koronnego Marcina Kalinowskiego a wojskami kozackimi pod wodzą pułkownika Daniło Nieczaja w dniach 20–23 lutego 1651.
W trakcie powstania Chmielnickiego, podczas obowiązywania ugody zborowskiej (1649), kozacki pułkownik Nieczaj (uważany wśród Kozaków za drugą osobę po Bohdanie Chmielnickim) zaatakował wraz z siłami liczącymi kilkanaście tysięcy ludzi Bracławszczyznę (styczeń-luty 1651). Pośpieszył przeciw niemu hetman Kalinowski (wspomagany przez Stanisława Lanckorońskiego, wojewodę bracławskiego) z 12-tysięczną armią. Wojska kozackie zajęły Szarogród i zamierzały uderzyć na Bar, ale na wieść o nadciągających wojskach koronnych zatrzymały się w miasteczku Krasne.
W nocy 20 lutego 1651 pod Krasne szybkim marszem podeszły oddziały Kalinowskiego i korzystając z całkowitego zaskoczenia przeciwnika, uderzyły na miasteczko. Hetman podzielił swoje siły, a oddział dowodzony przez kasztelana Adama Hieronima Kazanowskiego zaatakował od drugiej strony. Bitwa szybko przekształciła się w rzeź oddziałów kozackich, a wśród zabitych znalazł się sam Nieczaj. Części Kozaków udało się jednak zbiec do miejscowego zamku. Krwawe walki trwały do 23 lutego, a hetman Kalinowski dawał w nich przykłady osobistego męstwa. Ostatecznie resztki oddziałów kozackich zostały zdziesiątkowane podczas próby ucieczki z zamku. Bitwa pod Krasnem zakończyła się całkowitym zwycięstwem Polaków, a straty Kozaków mogły wynieść nawet do 10 tysięcy ludzi.
Po tym sukcesie wojska Kalinowskiego ruszyły w głąb Ukrainy. Efektem zwycięstwa było zajęcie przez armię koronną kilku miejscowości (w tym Jampola, Szarogrodu i Czernijowiec). Porażka wojsk Kalinowskiego pod Winnicą z siłami Iwana Bohuna zakończyła kampanię i zmusiła hetmana do wycofania się pod skrzydła organizującej się armii królewskiej na Wołyniu.